# Chivacoa
Chivacoa es la ciudad capital del Municipio Bruzual en la Región Centroccidental en el Estado Yaracuy, Venezuela. Es conocida a nivel nacional e internacional por la famosa Montaña de Sorte, monumento natural dónde se encuentra ubicada la ciudad. Tiene una extensión de 417 km² y se posee una población de 84 305 habitantes, según el censo realizado por el Instituto Nacional de Estadística en 2011.
El Parque de Recreación Embalse Cumaripa, se encuentra ubicado al suroeste de la ciudad.
La Montaña de Sorte se encuentra ubicada en Chivacoa, sitio en honor a la deidad femenina venezolana, María Lionza.

## Historia
En 1680, Chivacoa fue un sitio poblado por aborígenes Caquetíos, quienes en conjunto con otros aborígenes traídos desde Cuara en la Jurisdicción de Campo Elías, fueron los pobladores originarios de esta ciudad, nacida el 11 de febrero de 1695, gracias a los esfuerzos del corregidor español José Ramírez de Arellano por mandato del Capitán General de Venezuela para ese entonces, el español Francisco de Berrotarán y Gainza. 

## Geografía
La ciudad se encuentra en un espacioso valle situado al norte de la mítica Montaña de Sorte, estando situada a una altitud de 298 msnm, con una vegetación intervenida, clima interior transicional y fluvisoles.

### Hidrografía
Chivacoa posee una serie de quebradas que son tributarias del río Yaracuy, el cual pasa al sur de la ciudad; específicamente a orillas de la montaña de Sorte, desembocando luego en la represa de Cumaripa, embalse situado al sureste de la ciudad, para luego seguir su curso hacia las tierras bajas yaracuyanas, desembocando luego en el Golfo triste.

### Clima
La ciudad de Chivacoa disfruta de un clima tropical, con una temperatura media anual que alcanza los 26º, una mínima media de 21,3.º y una máxima media de 30,8º, lo que implica una de las más altas del estado.

## Economía
Chivacoa es una zona de alta producción de maíz y caña de azúcar, igualmente importante que Yaritagua, localidad más grande que esta, ubicada a unos minutos de Chivacoa. Famosa por su Feria Internacional del Maíz, Las fiestas de Cruz de mayo, entre otros. Posee manga de coleo.
La economía de Chivacoa se sustenta en la productividad agrícola, beneficiada por el embalse de Cumaripa, que provee agua a una amplia región de Bruzual. Históricamente, las tierras agrícolas cercanas a la ciudad han sido grandes productoras de caña de azúcar y maíz. Sin embargo, con la implementación de los fundos zamoranos, la producción de estos cultivos ha disminuido, dando paso al cultivo de auyama, leguminosas como caraotas y frijoles, así como la producción de musáceas, entre otros.
En el plano industrial, Chivacoa está catalogada como la ciudad industrial yaracuyana, en virtud de las empresas asentadas en su área de transformación, donde se destaca la producción de alimentos como harina precocida de maíz, harina de trigo (procesamiento), alimento para animales, lácteos, azúcar y alcoholes. Igualmente se han instalado empresas de metalmecanicas, agropecuarias, entre otras.
Es de hacer notar que la instalación de esas plantas en la ciudad de Chivacoa, se corresponde con su envidiable posición geográfica, toda vez que se encuentra en una de las encrucijadas que comunica la región con los estados Lara y Carabobo
Con respecto al sector de servicios, la ciudad posee una importante cantidad de tiendas oferentes de bienes y servicios varios tales como alimentación, banca privada, hotelería, entre otros. El sector de servicios no solamente ofrece los productos a los habitantes de la ciudad, sino que los ofrece igualmente a los habitantes de las poblaciones vecinas, no olvidando que, esta ciudad es una encrucijada de caminos.

## Transporte
Se accede fácilmente a través de la Autopista Centro Occidental, la cual posee un ramal que la une a las poblaciones de Nirgua, Miranda, Montalbán y Bejuma y finaliza en Tocuyito.

## Educación
De acuerdo a datos reportados por el INE Chivacoa cuenta con una tasa de analfabetismo para la población de 10 años y más que alcanza el 8,7%. No obstante existe una infraestructura educativa que ofrece al estudiantado bruzualense y de otros municipios, que cuenta con planteles con combinaciones de niveles educativos que van desde el preescolar hasta el ciclo profesional (Monseñor Arias Blanco, ). Entre las instituciones con arraigo y gentilicio chivacoense se encuentran la Tribu Jirajara, El Colegio Santa María fundado por el ilustre Monseñor Vicente Lambruschini, los Liceos Carlos José Mujica, Raúl Ramos Gímenez, Escalona y Calatayud, U.E San Ramón, Tribu Jira hara, en cuanto a Colegios privados pioneros se encuentra el preescolar Jean Piaget y el colegio Manuel Ezequiel Bruzual conocido como "LIVA" fundado por los Esposos Brandt Osorio (Ing. Miguel Brandt y Lic. Carmen Osorio) y una extensión de la UNEFA (Universidad Nacional Experimental Politécnica de la Fuerza Armada Bolivariana) entre otros.

## Salud
Chivacoa cuenta con el Hospital tipo I "Dr. Tiburcio Garrido" ubicado al noroeste de la ciudad, al igual que el Centro Ambulatorio Chivacoa del Instituto venezolano de los Seguros Sociales IVSS y el CDI anexo al Hospital Tiburcio Garrido, perteneciente a la Misión Barrio Adentro.

## Medios de Comunicación
Chivacoa es una ciudad que siempre ha contado con medios de comunicación masivos locales, entre los que se pueden mencionar:

### Medios Digitales
- www.chivacoaldia.com.ve

### Radio
- Alegría 1020 AM
- Alegria 99.9 FM
- Oye+Radio! Streaming
- Sorte 105.7 FM (cerrada)
- Impacto de Luz 104.7 FM
- Jirajara 97.7 FM
- Belen 106.3 FM
- Radio Interactiva 95.5 FM (Zona Sur Chivacoa)

### Televisión
Además de las televisoras comerciales de alcance nacional, las televisoras del estado venezolano y los canales de televisión por suscripción, Chivacoa cuenta con una emisora televisiva local:
- Yaravisión

Nota: sólo ofrece contenido durante 15 horas, en su mayoría producción nacional independiente con representación local de programa típicos de la región y con habitantes del municipio.
Yaravision canal 10 de TECNICABLE ofrece una programación amplia durante las 24 horas del día, ofreciéndoles entretenimiento, educación, salud, cultura y más..."Somos Parte De Ti"

### Prensa Escrita
- Diario Yaracuy al Día..